# 大丸名作劇場
『大丸名作劇場』（だいまるめいさくげきじょう）は、1966年10月20日から1967年8月24日、および同年10月19日から1968年9月26日までNET（現・テレビ朝日）系列局が編成していた毎日放送製作のテレビドラマ枠である。大丸（現・大丸松坂屋百貨店）の単独提供。編成時間は毎週木曜 21:00 - 21:30 （日本標準時）。
本枠には中断期間があり、同じ時間帯に音楽番組の『ダークです・うたいます・うたの心を』を放送するため、1967年8月31日から同年10月12日まで編成を休止していた。

## 放送作品一覧
| タイトル                                                                   | 放送期間                       | 話数 | 製作会社      | 原作                       | 主演       |
| -------------------------------------------------------------------------- | ------------------------------ | ---- | ------------- | -------------------------- | ---------- |
| 虞美人草                                                                   | 1966年10月20日 - 1967年2月23日 | 19   | 宝塚映画 東宝 | 夏目漱石                   | 長谷川稀世 |
| 女であること                                                               | 1967年3月2日 - 8月24日         | 26   | 東宝          | 川端康成                   | 小山明子   |
| （この間『ダークです・うたいます・うたの心を』放送のため、一時編成を休止） |                                |      |               |                            |            |
| 二十四の瞳                                                                 | 1967年10月19日 - 1968年3月28日 | 24   | 宝塚映画      | 壺井栄                     | 亀井光代   |
| 若草物語                                                                   | 1968年4月4日 - 6月27日         | 13   | 日活          | ルイーザ・メイ・オルコット | 芦川いづみ |
| 花の恋人たち                                                               | 1968年7月4日 - 9月26日         | 13   | 日活          | 源氏鶏太                   | 芦川いづみ |